# Ланглі (острів)

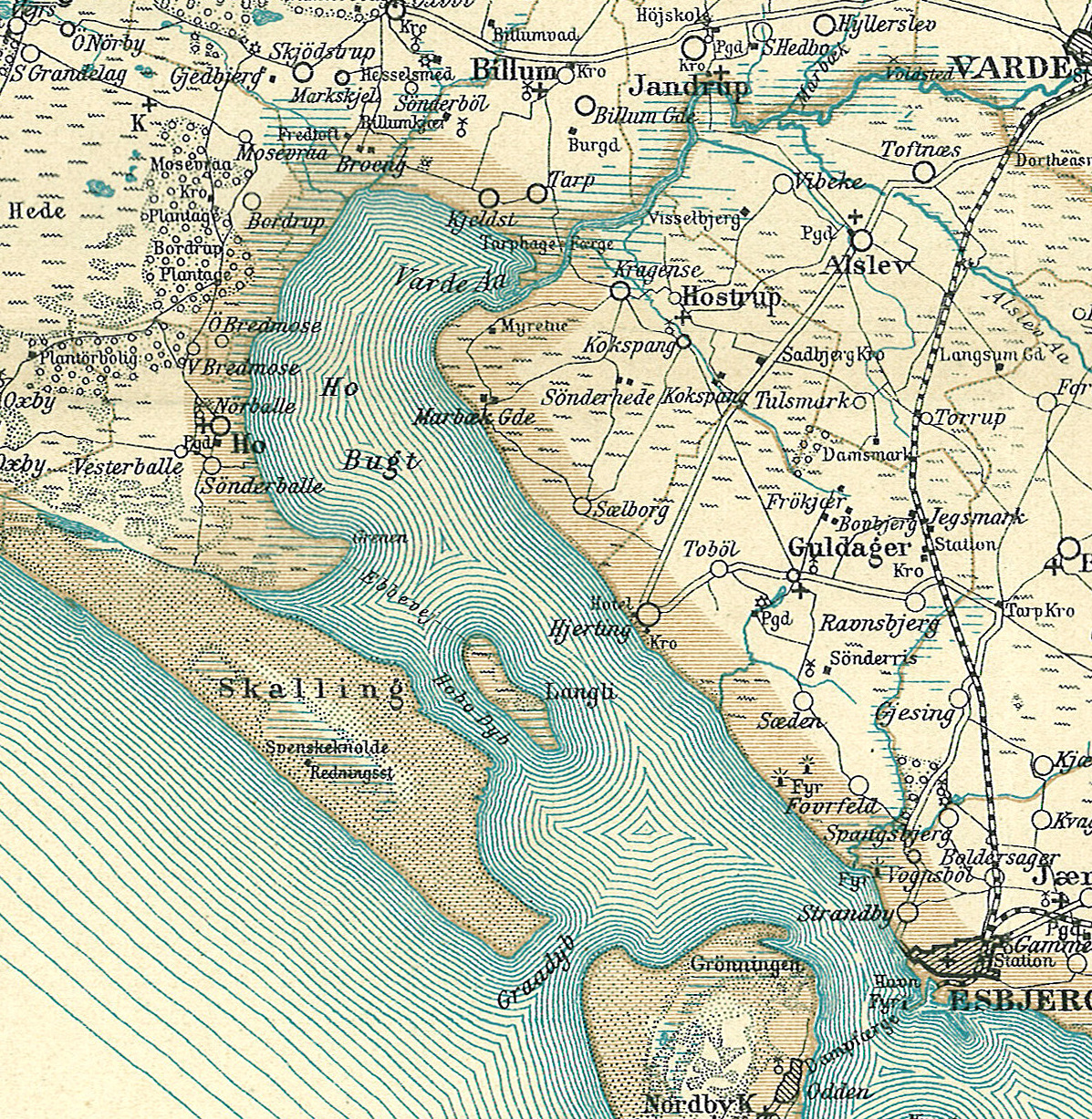
Карта затоки Го

Ланглі — невеликий болотистий острів у затоці Го поблизу Есб'єрга на узбережжі Данії в Північному морі.
Довжина острова 800 м, він з'єднаний з Го трикілометровою греблею, доступною під час відпливу. Ланглі (в оригіналі «Langeleje» = довгий табір) до повені 1634 року був частиною півострова. Згодом з морської сторони почав розвиватися другий півострів (нині Скаллінген), який відтоді захищав Ланглі.
Острів використовували для сільського господарства від XVI століття, але він не був постійно заселеним до 1840 року, коли туди переїхали дві родини. Вони обсипали острів і успішно вели сільське господарство. 1911 року тут було 38 жителів і навіть одна школа. Руйнування двома повенями та відмова держави підтримати реконструкцію дамб призвели до того, що 1915 року всі жителі покинули острів. Пізніший власник побудував собі на Ланглі особняк. 1982 року островом заволоділа данська держава. Нині в особняку розміщено наукову станцію.
Ланглі доступний щороку для відвідування пішки від 16 липня до 15 вересня. На острові розмножуються птахи багатьох видів, наприклад, чайки, чорнолобі крячки тощо.